# NEC PC 8201A
NEC PC 8201A (PC 8201A) је био преносиви рачунар фирме NEC који је почео да се производи у Јапану од 1983. године.
Користио је 80C85 као микропроцесор. РАМ меморија рачунара је имала капацитет од 16 KB до 64 KB унутра, и 128 KB преко подножја за интегрисана кола испод рачунара. 

## Детаљни подаци
Детаљнији подаци о рачунару PC 8201A су дати у табели испод.
|                       |                                                                          |
| [ 1 ]                 |                                                                          |
| Произвођач            |                                                                          |
| Тип                   | преносиви рачунар                                                        |
| Меморија              | 16 до 64 унутра, и 128 преко подножја за интегрисана кола испод рачунара |
| Поријекло             | Јапан                                                                    |
| Година                | 1983                                                                     |
| Тастатура             | Пуни помак, 67 тастера са 5 функцијских тастера и тастерима смјера       |
| Процесор              |                                                                          |
| Фреквенција процесора | 2,4576                                                                   |
| RAM                   | 16 до 64 унутра, и 128 преко подножја за интегрисана кола испод рачунара |
| ROM                   | 32 (све до 64 )                                                          |
| Текст                 | 40 знакова x 8 линија                                                    |
| Графика               | 240 x 64 тачака                                                          |
| Боја                  | једна боја                                                               |
| Звук                  | 4 канала, 3,5 октава                                                     |
| Димензије             | 30 (ширина) x 21,3 (дубина) x 3,3 (висина) cm. / 1,7                       |
| Портови               |                                                                          |
| Оперативни систем     |                                                                          |